# Augustin Paus
Augustin Thoresen Paus (22 de julho de 1881 em Christiania, 20 de setembro de 1945) era um engenheiro norueguês e líder industrial na indústria hidrelétrica. Desde 1918, ele liderou a construção da usina hidrelétrica de Rånåsfoss, uma das maiores da Europa. Após a construção da planta, ele foi o primeiro diretor da Akershus Energi de 1922 até sua morte em 1945. Ele foi "um dos líderes mais proeminentes do setor energético norueguês" até sua morte.

## Carreira
Aos 15 anos, ele partiu para o mar sem a permissão dos pais e só retornou dois anos depois em 1898 para passar no examen artium em 1900. Ele se formou na Academia Militar da Noruega em 1901 e tornou-se segundo tenente do Exército da Noruega em 1901 e primeiro tenente desde 1914. Ele se formou como engenheiro na Universidade de Tecnologia de Dresden em 1906. Depois de morar em Londres entre 1906 e 1907, tornou-se engenheiro na A/S Rjukanfos, trabalhando com Sam Eyde. Ele foi engenheiro-chefe no projeto de energia hidrelétrica no curso de água de Arendal, em 1912, engenheiro-chefe em Elkem, em 1915, e engenheiro-chefe na construção da usina de Bjølvo em Hardanger, a partir de 1916. Ele se tornou engenheiro-chefe e chefe de desenvolvimento da construção do Rånåsfoss. usina em 1918. No auge, ele estava no comando de 1.200 funcionários no canteiro de obras. Ele foi o primeiro diretor da Akershus Energi de 1922 até sua morte em 1945. Ele se tornou um dos principais líderes da indústria hidrelétrica na Noruega e foi descrito como o "governante absoluto" da comunidade industrial de Rånåsfoss. Embora a vila de um diretor tenha sido construída para ele em Rånåsfoss, ele finalmente voltou para Oslo e liderou a empresa a partir de seu escritório em Oslo no portão 14. de Kongens.
Ele foi eleito pelo Parlamento como vice-membro do conselho de administração da Diretoria Norueguesa de Recursos Hídricos e Energia desde 1919. Foi presidente do conselho de administração do Norsk Folkemuseum, presidente do conselho de administração da Glommens og Laagens Brukseierforening, presidente do conselho de administração da Funnefoss Tresliperi og Elektrisitetsverk, presidente do conselho de administração da A/S Brødbølfoss Elektrisitetsverk, co-fundador e presidente do conselho de administração da Foreningen Samkjøringen (a antecessora da Nord Pool Spot, a maior mercado de energia da Europa e da NASDAQ OMX Commodities Europe) e membro do conselho de outras empresas de energia. Ele publicou um livro sobre a construção da fábrica de Rånåsfoss em 1925.
A estrada Pausvegen em Rånåsfoss é nomeada em sua homenagem (Akershus Energi está sediada em Pausvegen 6).

## Vida pessoal
Augustin Paus era filho do teólogo Bernhard Pauss e Anna Henriette Wegner e neto do industrial Benjamin Wegner e Henriette Seyler (cuja família possuía o Banco Berenberg).
Ele era casado com Helga Jacobsen, filha do armador de Flekkefjord e membro do Parlamento Hans Sivert Jacobsen. Ele teve quatro filhos, entre eles o líder industrial Bernhard Paus, CEO de longa data da Nora.

## Publicações
- Aug [ustin] Paus, Akershus elektricitetsverk and utbygningen from Raanaasfoss kraftverk, Oslo, Grøndahl, 1925, 170 páginas